# Bob Hope

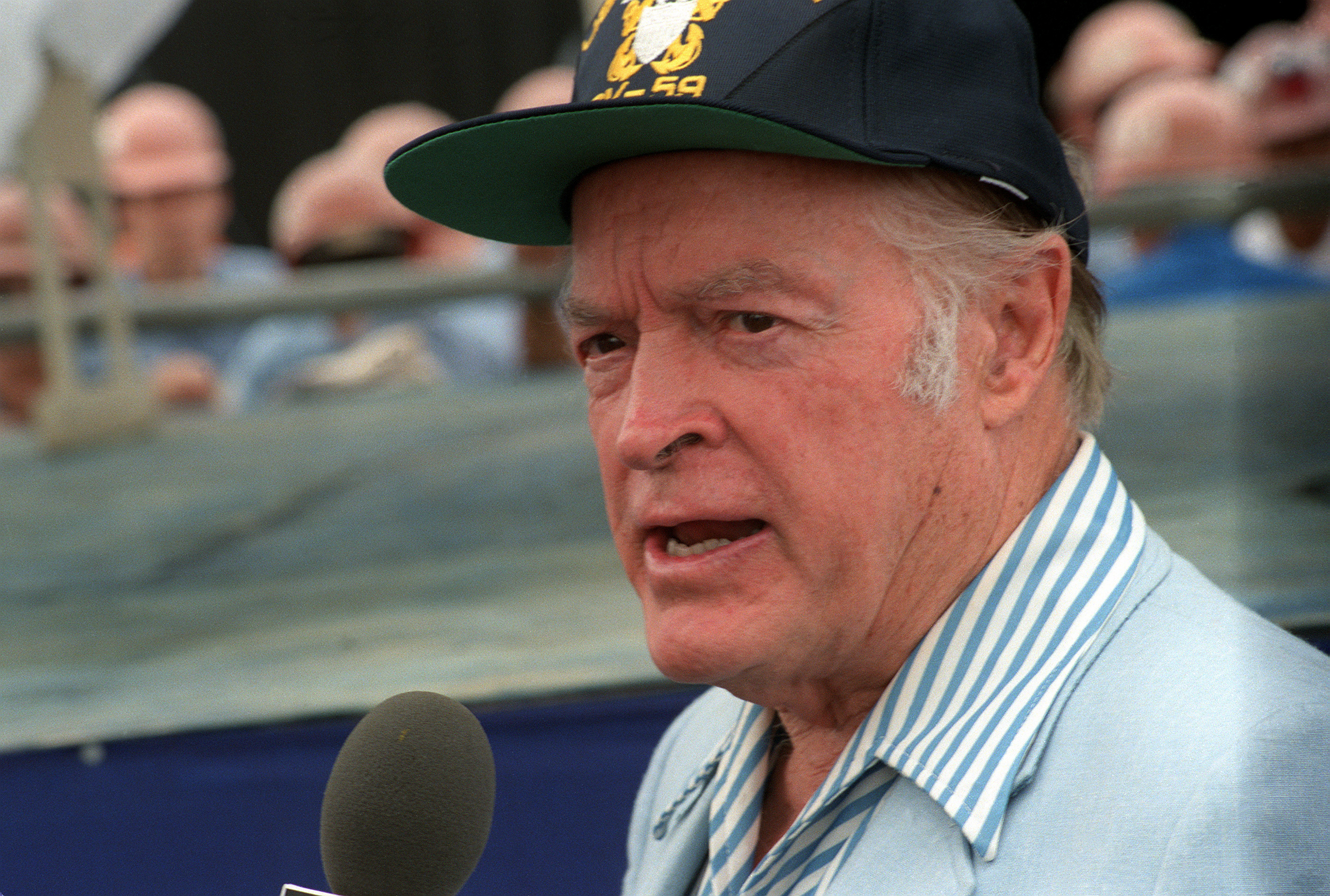
Bob Hope în 1984

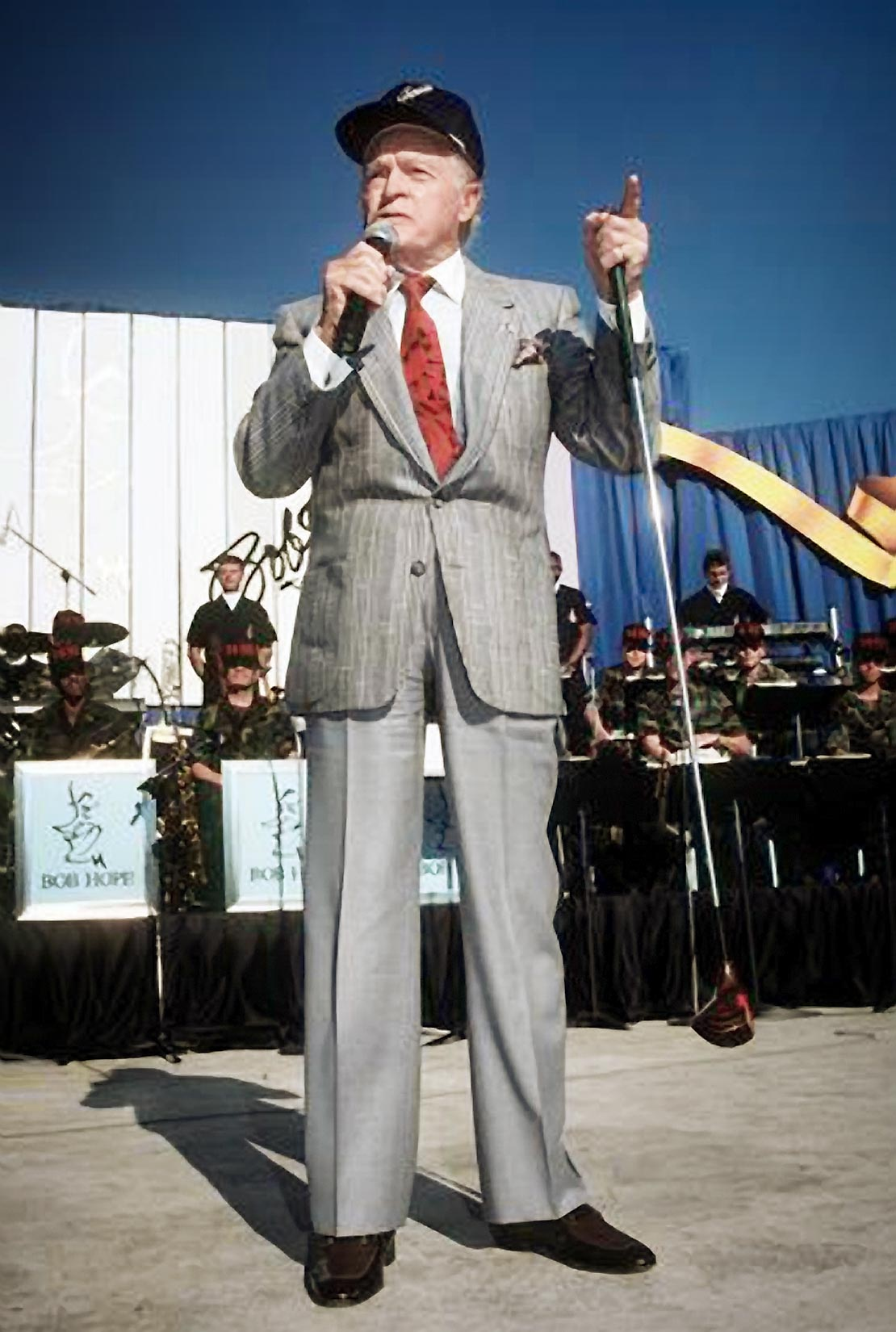
Bob Hope

Bob Hope (n. 29 mai 1903, Metropolitan Borough of Woolwich⁠(d), Anglia, Regatul Unit al Marii Britanii și Irlandei – d. 27 iulie 2003, Toluca Lake⁠(d), California, SUA) a fost un actor american.

## Filmografie
- The Big Broadcast of 1938 (1938) (cu W. C. Fields și Martha Raye) ca Buzz Fielding
- College Swing (1938) (cu George Burns, Gracie Allen, Martha Raye și Betty Grable) ca Bud Brady
- Give Me a Sailor (1938) (cu Martha Raye și Betty Grable) ca Jim Brewster
- Thanks for the Memory (1938) (cu Shirley Ross) ca Steve Merrick
- Never Say Die (1939) (cu Martha Raye și Andy Devine) ca John Kidley
- Some Like It Hot (1939; AKA Rhythm Romance) (cu Shirley Ross și Gene Krupa) ca Nicky Nelson
- The Cat and the Canary (1939) (cu Paulette Goddard) ca Wally Campbell
- Road to Singapore (1940) (cu Bing Crosby și Dorothy Lamour) ca Ace Lannigan
- The Ghost Breakers (1940) (cu Paulette Goddard) ca Larry Lawrence
- Road to Zanzibar (1941) (cu Bing Crosby și Dorothy Lamour) ca Fearless
- Caught in the Draft (1941) (cu Eddie Bracken) ca Don Bolton
- Nothing But the Truth (1941) (cu Paulette Goddard) ca Steve Bennett
- Louisiana Purchase (1941) (cu Vera Zorina și Victor Moore) ca Jim Taylor
- Star Spangled Rhythm (1942) (cu Bing Crosby și alte vedete Paramount Pictures) ca Bob Hope - Master of Ceremonies
- My Favorite Blonde (1942) (cu Madeleine Carroll) ca Larry Haines
- Road to Morocco (1942) (cu Bing Crosby și Dorothy Lamour) ca Orville 'Turkey' Jackson / Aunt Lucy
- Combat America (1943) (documentar scurt)[13]
- They Got Me Covered (1943) (cu Dorothy Lamour) ca Robert Kittredge
- Show Business at War (1943) (documentar scurt)
- Let's Face It (1943) (cu Betty Hutton) ca Jerry Walker
- The Princess and the Pirate (1944) (cu Virginia Mayo și Walter Brennan) ca Sylvester the Great
- The Story of G.I. Joe (1945) (voice on radio program; nementionat)
- Road to Utopia (1946) (cu Bing Crosby și Dorothy Lamour) ca Chester Hooton
- Monsieur Beaucaire (1946) (cu Joan Caulfield) ca Monsieur Beaucaire
- My Favorite Brunette (1947) (cu Dorothy Lamour, Lon Chaney, Jr. și Peter Lorre) ca Ronnie Jackson
- Variety Girl (1947) (cu Bing Crosby și alte vedete Paramount Pictures) ca Bob Hope
- Where There's Life (1947) (cu William Bendix) ca Michael Joseph Valentine
- Road to Rio (1947) (cu Bing Crosby și Dorothy Lamour) ca Hot Lips Barton
- The Paleface (1948) (cu Jane Russell) ca 'Painless' Peter Potter
- Sorrowful Jones (1949) (cu Lucille Ball) ca Humphrey 'Sorrowful' Jones
- The Great Lover (1949) (cu Rhonda Fleming) ca Freddie Hunter
- Fancy Pants (1950) (cu Lucille Ball) ca Humphrey
- The Lemon Drop Kid (1951) (cu Marilyn Maxwell) ca Sidney Milburn aka The Lemon Drop Kid
- My Favorite Spy (1951) (cu Hedy Lamarr) ca Peanuts White / Eric Augustine
- The Greatest Show on Earth (1952) ca Spectator (cameo, nementionat)
- Son of Paleface (1952) (cu Jane Russell și Roy Rogers) ca Peter Potter Jr.
- Road to Bali (1952) (cu Bing Crosby și Dorothy Lamour) ca Harold Gridley
- Off Limits (1953) (cu Mickey Rooney și Marilyn Maxwell) ca Wally Hogan
- Scared Stiff (1953) ca Skeleton (cameo, nementionat)
- Here Come the Girls (1953) (cu Arlene Dahl și Rosemary Clooney) ca Stanley Snodgrass
- Casanova's Big Night (1954) (cu Joan Fontaine și Basil Rathbone) ca Pippo Popolino
- The Seven Little Foys (1955) (cu James Cagney as George M. Cohan) ca Eddie Foy
- That Certain Feeling (1956) (cu Eva Marie Saint și George Sanders) ca Francis X. Dignan
- The Iron Petticoat (1956) (cu Katharine Hepburn) ca Major Charles "Chuck" Lockwood
- Beau James (1957) (cu Vera Miles și Alexis Smith) ca Mayor James J. 'Jimmy' Walker
- Paris Holiday (1958) (cu Fernandel, Anita Ekberg, Martha Hyer și Preston Sturges) ca Robert Leslie Hunter
- The Geisha Boy (1958) (cameo; appears on TV) ca el însuși (on TV) (nementionat)
- Alias Jesse James (1959) (cu Rhonda Fleming și many cameos) ca Milford Farnsworth
- The Five Pennies (1959) ca el însuși - Leaving Brown Derby Restaurant (nementionat) (cameo)
- The Facts of Life (1960) (cu Lucille Ball) ca Larry Gilbert
- Bachelor in Paradise (1961) (cu Lana Turner) ca  Adam J. Niles
- The Road to Hong Kong (1962) (cu Bing Crosby și Joan Collins) ca Chester Babcock
- Critic's Choice (1963) (cu Lucille Ball și Rip Torn) ca Parker Ballantine
- Call Me Bwana (1963) (cu Anita Ekberg) ca Matt
- A Global Affair (1964) (cu Michele Mercier și Yvonne De Carlo) ca Frank Larrimore
- I'll Take Sweden (1965) (cu Tuesday Weld) ca Bob Holcomb
- The Oscar (1966) ca el însuși (cameo, nementionat)
- Boy, Did I Get a Wrong Number! (1966) (cu Elke Sommer) ca Thomas J. 'Tom' Meade
- Not With My Wife, You Don't! (1966) ca el însuși - USO Christmas Show (cameo, nementionat)
- Eight on the Lam (1967) (cu Phyllis Diller și Jonathan Winters) ca Henry Dimsdale
- The Private Navy of Sgt. O'Farrell (1968) (cu Phyllis Diller) ca Sgt. Dan O'Farrell
- How to Commit Marriage (1969) (cu Jackie Gleason) ca Frank Benson
- Cancel My Reservation (1972) (cu Eva Marie Saint și Ralph Bellamy) ca Dan Bartlett
- The Muppet Movie (1979) ca Ice Cream Vendor (cameo)
- Spies Like Us (1985) ca el însuși (cameo)
- A Masterpiece of Murder (1986) (cu Don Ameche (TV))[14]as Dan Dolan
- The Simpsons (1992) – el însuși;  voice
- A Century of Cinema (1994) (Documentar)
- That Little Monster (1994) ca el însuși (voice)
- Off the Menu: The Last Days of Chasen's (1997) (Documentar)